# ماور زوهار
ماور زوهار (بالعبرية: מאור זוהר‏) هو لاعب كرة قدم إسرائيلي في مركز الوسط، ولد في 3 يونيو 1985 في أسدود في إسرائيل. لعب مع نادي أسدود.

## وصلات خارجية
- ماور زوهار على موقع قاعدة بيانات كرة القدم.إي يو (الإنجليزية)